# SS Columbia (1880)
El SS Columbia (1880-1907) fue un vapor mixto de carga y pasajeros, propiedad de la Oregon Railroad and Navigation Company y luego de la Union Pacific que operó entre los años 1880 a 1907. Fue el primer buque civil en usar energía eléctrica como fuente de iluminación autogenerada por un dinamo; no obstante, tuvo una accidentada y trágica historia operativa.

## Descripción
El Columbia fue construido en 1880 por el John Roach & Sons astillero de Chester, Pennsylvania para el Oregon Railroad and Navigation Company. Columbia fue el primer barco en llevar un dinamo generador como fuente de energía eléctrica como fuente de iluminación artificial en lugar de las lámparas de aceite y el primer uso de bombillas eléctricas fuera del Thomas Edison' s Menlo Park, Nueva Jersey laboratorio.
Tuvo múltiples incidentes en su vida operativa y en 1903 en Chile se le conoció como el barco maldito por transportar en sus bodegas, ratas contagiadas con peste bubónica desde El Callao, Perú a Chile.
El SS  Columbia se perdió el 21 de julio de 1907 después de un choque con la goleta de madera San Pedro de Shelter Cove, California con la pérdida de 88 vidas.

## Historia operativa
Después de asistir a una demostración de iluminación de Año Nuevo por Thomas Edison de Menlo Park, Nueva Jersey, Henry Villard, presidente de la Oregon Railroad and Navigation Company, se convirtió en entusiasta de la obra de Edison. Villard posteriormente ordenó un sistema de iluminación de Edison que se instalará en el nuevo barco de vapor de pasajeros de su compañía,  el SS Columbia. Aunque se reunió con titubeos por el propio Edison, el proyecto siguió adelante, haciendo la instalación a bordo del primer pedido comercial de Edison para la bombilla eléctrica.  El SS Columbia sería también el primer barco en utilizar un dinamo como fuente de autogeneración de energía eléctrica acoplado al sistema propulsor. 
El éxito de sistema de dinamo experimental del SS Columbia fue llevado con posterioridad a ser instalado en otros buques.
El SS Columbia fue lanzado en febrero 1880 en el John Roach & Sons Delaware River Iron Ship Building and Engine Works de Chester, Pensilvania. Mismo Roach se mostró reacio a instalar las bombillas incandescentes a bordo  Columbia  con el temor de un posible incendio. En mayo de 1880, Columbia navegado a Ciudad de Nueva York, donde el personal de Edison instalar los nuevos sistemas de iluminación. las bombillas se llevaron a bordo de una cesta de Francis R. Upton, un jefe adjunto de Edison. Scientific American más tarde publicó un gran artículo que describe el sistema de iluminación de Edison a bordo Columbia. 
Si un pasajero quería su luz apagada, una mayordomo tuvo que ser convocado, que abriría una caja de palo de rosa fuera de la cabina y apagar la luz. Todas las luces se colocaron en los principales salones y camarotes. 
La primera prueba de iluminación de la nave tuvo lugar el 2 de mayo de 1880 y constituyó un hito en la historia naval.
El SS  Columbia  aprobó su pruebas de mar y navegó alrededor del Cabo de Hornos  hacía San Francisco, California cargado con 13 locomotoras, 200 vagones de ferrocarril y otros suministros del ferrocarril. Mientras pasa a través de la Estrecho de Magallanes, el eje de la hélice y el timón se verificaron operativamente usando bombillas de luz unidos a un cable cubierto de sebo como aislante.
Después de llegar a San Francisco sin incidentes, las bombillas de filamentos de papel de carbón originales fueron reemplazados por un cargamento de lámparas de filamento de bambú más nuevas, enviado por el propio Edison. 
Los ingenieros jefe de Columbia envió una carta de satisfacción de Edison complementando el rendimiento superior del sistema de la luz, que indica que ninguna de las luces falló después de 415 horas y 45 minutos de uso continuo.
El SS Columbia llegó a salvo en Portland el 24 de agosto de 1880. A pesar de esto, las compañías de seguros se mostraron reacios en un principio para financiar la marca del nuevo buque Cuando el barco de vapor Alaskan fue hundido por una tormenta en 1889, el SS Columbia asistió en el salvamento a su capitán y tripulación llevándolo a Astoria.
El éxito de los sistemas de iluminación de Edison a bordo Columbia finalmente convenció a otras compañías de transporte marítimo para instalar sistemas similares en sus buques, incluidos los británicos Cunard Line. El próximo año, Servia de Cunard se convirtió en el primer revestimiento marino principal para ser iluminado por la lámpara incandescente En servicio, el  Columbia  fue muy apreciado por su fiabilidad. En 1895, un observador señaló:
"El SS Columbia' registró en la ruta entre Portland y San Francisco un rendimiento notable, ya que sólo una vez en quince años ha sido más largo de una noche en el mar en el viaje hacia abajo entre dos ciudades."

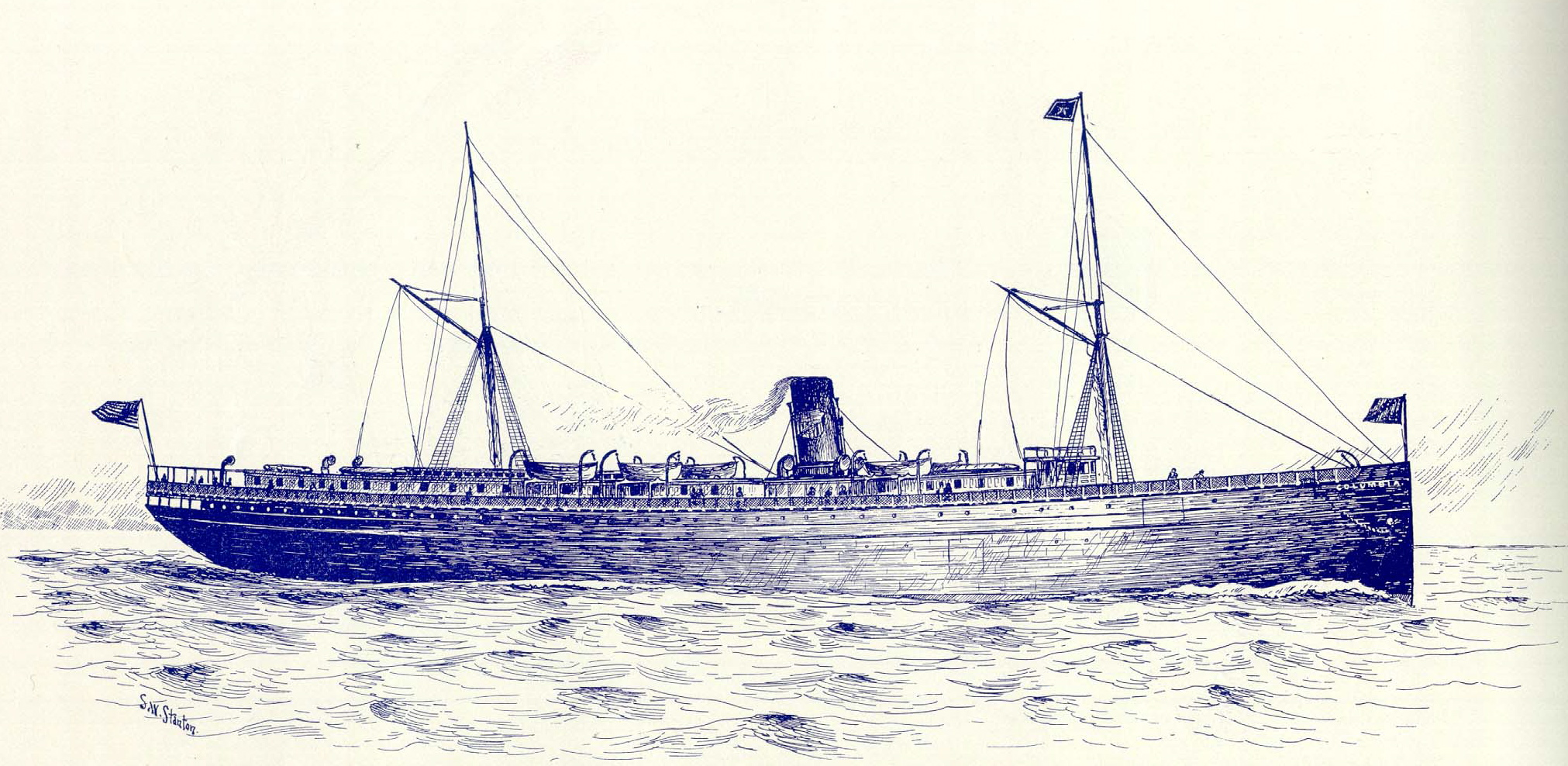
Cuadro del SS Columbia, finales de 1890. El logo de la Union Pacific se luce en la chimenea.

Durante una revisión a fondo en julio de 1895, los generadores (dínamos) originales de Edison fueron retirados en favor de las otros dínamos más modernos. Los dínamos fueron donados a la Smithsonian Institution y The Henry Ford en Dearborn, Michigan. Tres años más tarde, de Oregon Railroad and Navigation Company fue tomada por la Union Pacific.
El 30 de enero de 1898, el Columbia rompió el récord de velocidad entre San Francisco y Portland. Bajo el mando del capitán Conway, dejó su muelle San Francisco a las 10.09 el 28 de enero y comenzó a viajar en un mar relativamente tranquilo a un ritmo rápido. 
El 30 de enero a las 1.25, el Columbia pasó el buque faro de Río Columbia, pero se retrasó 12 min debido a la niebla. Después de levantarse la niebla, el  Columbia  alcanzó Astoria a las 3:20 y llegó a Portland a las 10:27. Le había tomado apenas dos días para viajar entre Portland y San Francisco. 
Aunque el Columbia se retrasó una hora debido a parar un par de veces, era capaz de recuperar una hora y ganar el récord de velocidad.

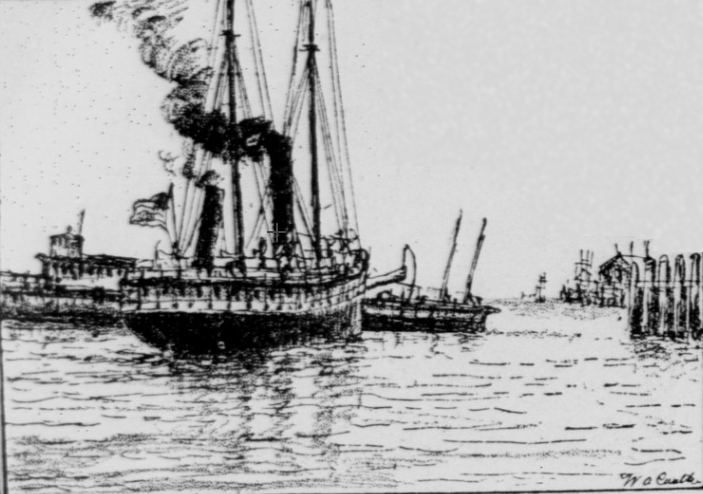
El Columbia choca con el ferry Berkeley en San Francisco, 3 de octubre de 1900.

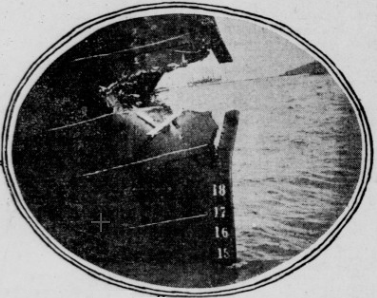
Proa del Columbia tras la colisión con el Berkeley.

Tras la venta de su barco de vapor, el Oregon en 1899, el ferrocarril de Oregon Railroad and Navigation Company considera colocar el Columbia y su compañero de barco de vapor, el State of California, en servicio de Alaska a Nome. El 3 de octubre de 1900, el  Columbia  navegaba lentamente hacia su base en San Francisco, mientras que el ferry Berkeley se disponía a salir de su desliz. Capitán Peter A. Doran del Columbia y el capitán "Jim" Blaker del Berkeley mal interpretado los demás señales, lo que llevó a la Columbia chocar con el Berkeley, la destrucción de uno de los botes salvavidas y dañando gravemente proa del Columbia. Ambos barcos fueron puestos fuera de servicio para su reparación después de este incidente. Otra vapor tornillo propiedad de Oregon Railroad and Navigation Company, la George W. Elder, tomó temporalmente ruta del Columbia. El 14 de septiembre de 1902, el Columbia encalló cerca de Astoria, debido a la marea baja. Posteriormente fue puesto a flote con la marea alta y regresó a Portland la noche siguiente En 1904, la Columbia y la George W. Elder transferidos a una nueva filial de Union Pacific llamado San Francisco and Portland Steamship Company En ese momento, el Columbia se considera un buque antiguo.
En 1903, se señaló al vapor SS Columbia como el barco maldito, debido a que se infectó gravemente con ratas portadoras de la mortal peste bubónica en el puerto de El Callao, sus posteriores recaladas hacía los puertos chilenos trajeron como consecuencia una pandemia afectando especialmente con virulencia la región salitrera de Antofagasta con cientos de fallecidos.

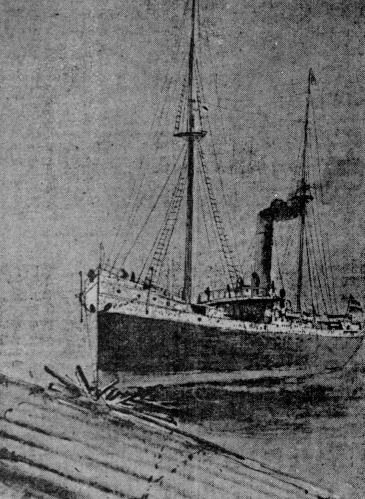
El Columbia choca con una maderada, en el río Columbia, 1 de febrero de 1906.

En 1905, la nueva compañía tuvo dos acontecimientos desafortunados. El George W. Elder golpeó una roca en el río Columbia y se hundió. Más tarde fue puesto a flote y comprado por el North Pacific Steamship Company después de haber sido abandonada por sus dueños. El mismo año, el  Columbia  chocó con una madera barcaza en el Río Columbia, dando como resultado el barco está muy dañada. Aunque salvó de un destino similar al George W. Elder, que tenía que ser reparado en San Francisco el 1 de febrero de 1906, el  Columbia  chocó con un iniciar balsa en el río Columbia en caso de niebla densa. Por suerte, el Columbia no fue dañado en el incidente. El niebla embargo empeoró bastante para causar el capitán Peter A. Doran para anclar el barco hasta que la niebla se disipó.
Columbia fue sometido a una reforma en el muelle de Union Iron Works, cuando se produce el terremoto de San Francisco de 1906. El sismo causó la rotura de su amarra, rolando de su lado de estribor y golpeó el muelle. El casco de hierro de la nave se dañó llenándose parcialmente de agua. Se necesitaron dos meses para hacer las reparaciones temporales al buque. Desafortunadamente, el hidráulico dique seco siendo utilizado por el Columbia había tomado un daño irreparable de casco de hierro del revestimiento. El dique había sido de gran utilidad para el astillero Columbia fue enviado a Punto de Hunter para las reparaciones permanentes. En el camino, la tripulación buque abandonada después de una tubería de vapor explotó. Columbia, finalmente lo hizo a dique seco y las reparaciones fueron finalmente hecho. Durante su ausencia, el Columbia fue sustituido temporalmente por el vapor Costa Rica (también propiedad de la San Francisco and Portland Steamship Company) y el barco de vapor  Barracouta , que fue arrendado desde el Pacific Mail Steamship Company. Columbia fue nuevamente en servicio en enero de 1907. Poco después de regresar al servicio, el Columbia quedó atrapado en un hielo en el río Columbia durante cuatro días. Cuando Columbia, se liberó del hielo, el barco apareció visiblemente ilesa.

## Hundimiento
El 20 de julio de 1907, el SS Columbia zarpó de San Francisco, California, con 251 pasajeros y la tripulación desde Portland, Oregon, bajo la dirección del capitán Peter Doran. Ya tarde, se vio envuelto en niebla a 19 km de Shelter Cove. La prudencia exigía moderar velocidad;  pero el capitán Doran se negó a reducir la velocidad de la nave. A pesar de que el silbido de niebla de la goleta de vapor San Pedro se oía cerca, ni tampoco Doran como el primer oficial Hendricksen de San Pedro redujeron la velocidad de sus respectivos navíos. Durante este tiempo, el movimiento de balanceo de las olas había causado que muchos pasajeros se retiraran a sus camarotes, debido a mareos. 
Quince minutos más tarde, el SS San Pedro se veía venir directamente hacia el SS Columbia. Doran, finalmente, ordenó a su nave para poner en plena marcha atrás, pero ya era demasiado tarde. A las 12:22 del 21 de julio de 1907, el San Pedro golpeó el lado de estribor de Columbia.  Doran le gritó a la otra nave, "¿Qué estás haciendo hombre?" y continuó  el inversor de empuje, pero el impacto dañó la proa del casco de madera de San Pedro, para el SS Columbia fue fatal y agujereado Columbia que comenzó a escorar a estribor y se hundirse por la proa. Pasajeros William L. Smith, de Vancouver, Washington describió el impacto de como "blando", en tanto que profesor de música Otilla Liedelt de San Francisco informó el impacto como severo.

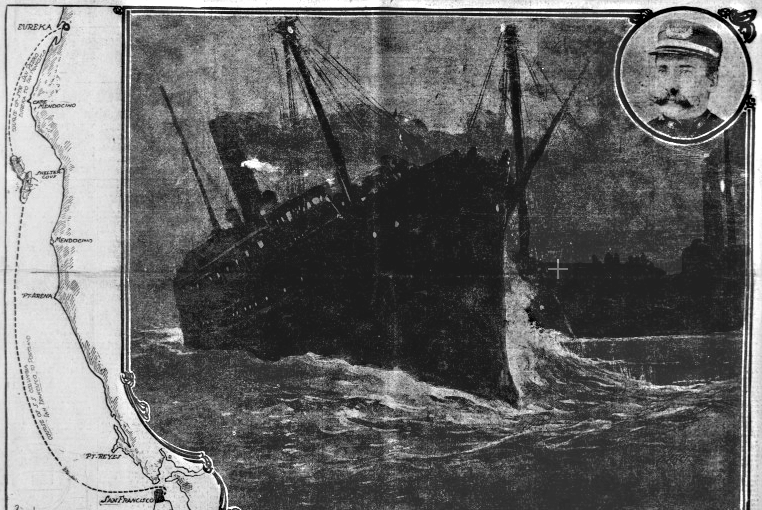
El Columbia hundiéndose, tras colisionar con la goleta de vapor San Pedro.

Capitán Doran ordenó a los pasajeros que subieran a los botes salvavidas. Smith, preocupado por la seguridad de sus compañeros de viaje, comenzó a ir de camarote en camarote y golpeando en cada puerta. Muchos pasajeros no respondieron debido a los mareos, a toda prisa, mientras que otros se dispusieron a abandonar el barco. Smith informó de la observación de una pequeña familia de la mano en su equipaje de mano, en lugar de tratar de salvarse a sí mismos. A medida que el barco se estaba hundiendo, Liedelt señaló que el capitán Doran había atado el cable silbato abajo en el puente, y agitó las manos en un saludo final. Después del puente se fue bajo el agua, el silbido murió también. Columbia en este punto se había elaborado una lista muy sensible a estribor, permitiendo Número Cuatro bote salvavidas que sea lanzado sin ser bajado. Ocho minutos y medio después de la colisión, el Columbia comenzó su caída final. La popa de la nave se elevó fuera del agua y el barco se deslizó por debajo de las olas de proa primero en cuestión de segundos. Una vez que el barco estaba completamente bajo el agua, una gran explosión se produjo, el envío de muchas personas arrastradas por debajo de la parte posterior de Columbia a la superficie. Mientras que muchos de los supervivientes creían que la explosión que ha sido causado por una de las calderas de Columbia, Ingeniero Jefe de Jackson cree lo contrario. Más tarde declaró: "Estoy convencido de que las calderas no explotaron. Habría sabido si lo hicieron, mientras estaba de pie directamente sobre ellos cuando el barco echó la cabeza sobre todo en el mar." Otra teoría es que una liberación masiva de aire atrapado en el hundimiento de Columbia causó la explosión.

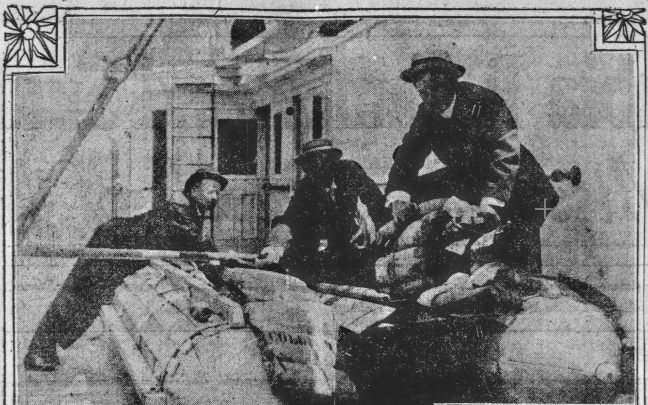
Una balsa salvavidas recuperado y víctima de la Columbia a bordo del barco de vapor Roanoke.

88 pasajeros y la tripulación, incluyendo a todos los niños a bordo perdieron la vida durante el hundimiento de Columbia. Debido a la velocidad del hundimiento, muchos botes salvavidas no pudieron ser lanzado. Tras el hundimiento, los botes salvavidas de Columbia y San Pedro puso en marcha una operación de rescate con la asistencia de los vapores Roanoke y George W. Viejo, uno de los antiguos compañeros de fórmula de Columbia. Aunque gravemente dañado y parcialmente hundido con una lista notable, la 118.872 m de Redwood está llevando en el casco del San Pedro mantuvo la goleta de vapor a flote. Cerca de 80 sobrevivientes fueron llevados a bordo del San Pedro. Muchos se vieron obligados a aferrarse el uno al otro, para no dejarse llevar por las olas, que ha rodado por la cubierta semi-sumergida del San Pedro. Junto con el transporte de los sobrevivientes de la Columbia, el gobierno de George W. Elder también remolcó el dañado San Pedro a la orilla.

## Consecuencias de la catástrofe

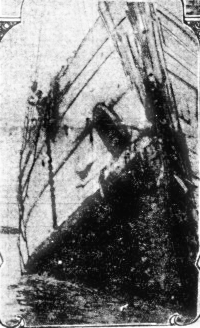
A cerca de la proa del San Pedro, que muestra los daños sufridos en la colisión con el Columbia.

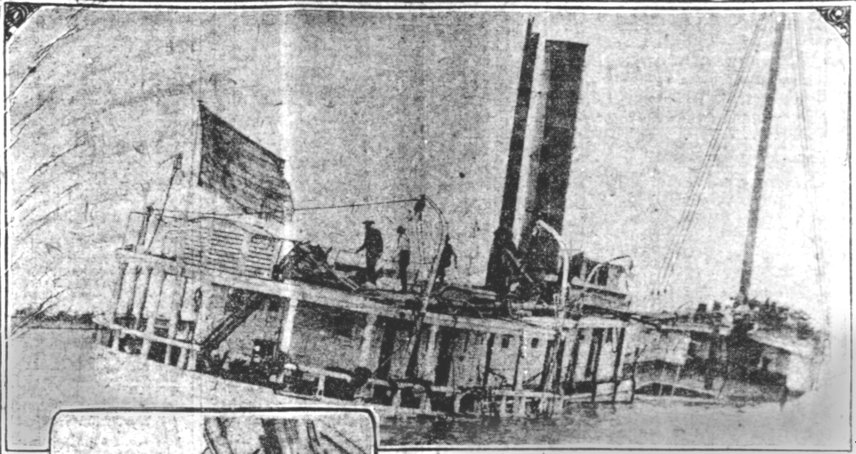
San Pedro hundido media y el listado a estribor tras el desastre.

A raíz del desastre, casco inspector John K. Bulger, que había inspeccionado el casco de Columbia ocho meses antes con el casco inspector DE Bolles (casualmente el primer capitán de la Columbia), declaró que el barco estaba a la altura de seguridad modernas como Columbia lleva cuatro mamparos estancos donde la ley requiere tres mamparos estancos en una nave de su tamaño. A pesar de esto, Bulger también testificó si uno de los compartimentos de la Columbia ser perforado por una colisión, el agua en cascada sobre los mamparos de la nave, permitiendo que el barco se hunda. Una acción similar se producirá inundaciones casi cinco años después, durante el hundimiento del RMS Titanic. Bulger de nuevo más tarde testificó, diciendo dos compartimientos inundados a bordo de Columbia conducirían al desastre en lugar de un compartimento está inundado. A pesar de los informes de Bulger, es probable que los mamparos instalados a bordo del Columbia hicieron poco para retrasar la irrupción de agua. Además, un número de la San Francisco Examiner explicó:
"El Columbia, un buque de casco de hierro, llevó la peor parte del impacto, y sus placas de hierro - frágiles con la edad - agrietada y el corte, de dos metros a través de la escotilla de proa, permite el ingreso libre de agua."
De las personas que participan en el hundimiento Columbia, capitán Doran del Columbia y el primer oficial Hendrickson de San Pedro se encontró que tenían la mayor responsabilidad por la colisión. Esto llevó a una licencia de Hendrickson revocación por cinco años. Además, el capitán Magnus Hanson del San Pedro se encontró que había dado órdenes suficientes para su equipo. Tampoco llegó al puente de la goleta cuando se les advierte de la niebla. Licencia de Hanson fue revocada por un año. A pesar de los errores cometidos por ambos equipos, los supervivientes y la prensa dio alabanza a la mayoría de los miembros de la tripulación a bordo del Columbia y San Pedro por sus acciones valerosas y socorrismo exhibidos durante el desastre.
Un miembro de la tripulación que no recibieron elogios por la mayoría de los supervivientes fue Tercer Hawse Oficial del Columbia. Hawse se informó que se muestra el comportamiento agresivo e indiferente hacia los sobrevivientes lesionados. Según los informes, amenazó con lanzar numerosos sobrevivientes en su bote salvavidas por la borda. Hawse más tarde declaró a la prensa, que sentía la mayoría de los hombres en el desastre se negó a ayudar a muchas de las mujeres en dificultades. Él dijo: "Yo les habría disparado si tuviera una .45". Hawse incluso culpó capitán Hanson de San Pedro para negar a muchos sobrevivientes de abordar su buque, que Hawse reivindicada condujo a la pérdida de muchas vidas. Muchos sobrevivientes negaron la veracidad de la declaración de Hawse, en relación con Hanson. Los rumores comenzaron a extenderse sobre Hawse posibilidad de tener una adicción a la morfina. Mientras que en el Hospital de la Marina EE.UU., doctor S.B. Foster informó Hawse había solicitado la droga en tres ocasiones distintas. Hawse fue detenido el 29 de julio de 1907, mientras que se instalen en su casa el segundo oficial de Agerup en San Francisco. Hawse se informó de haber mostrado signos de paranoia mientras es acompañado a la estación de policía de la calle Misión. Fue admitido posteriormente a la sala Dentention el Centro de Emergencia del Hospital.
Tras el hundimiento, el San Francisco and Portland Steamship Company arrendó la embarcación City of Panama para llenar el vacío dejado por Columbia. El 8 de agosto de 1907, la City of Panama estuvo involucrado en una colisión con el vapor goleta Alianza a tierra cerca de la confluencia de los ríos Columbia y Willamette. Debido al casco de la Alliance que se hace de la madera, la City of Panama recibió sólo un daño mínimo. El segundo oficial de la City of Panama, Richard Agerup, había estado en el puente del Columbia la noche en que se hundió. El hundimiento de Columbia, junto con las pérdidas anteriores del Valencia, el Clallam y la City of Rio de Janeiro contribuyó a la confianza pública extinguida en las compañías navieras y los inspectores de barco de vapor. La Luz Punta Gorda fue establecida en respuesta al hundimiento. Restos que aherrumbra del Columbia incluyendo una caldera y cierre son todavía visibles cerca de la parte norte de la Lost Coast Hiking Trail.

## Lectura adicional
- Belyk, Robert C. Grandes Naufragios de la costa del Pacífico. Nueva York: Wiley, 2001. ISBN 0-471-38420-8